# Ramphotrigon
A Ramphotrigon a madarak (Aves) osztályának verébalakúak (Passeriformes) rendjébe és a királygébicsfélék (Tyrannidae) családjába tartozó nem.

## Rendszerezésük
A nemet George Robert Gray angol zoológus írta le 1855-ben, az alábbi fajok tartoznak ide:
- Ramphotrigon megacephalum
- Ramphotrigon flammulatum[1] vagy Deltarhynchus flammulatus[2]
- Ramphotrigon ruficauda
- Ramphotrigon fuscicauda

## Előfordulásuk
Dél-Amerikában területén honosak, kivéve a bizonytalan besorolású fajt, amely csak Mexikóban él. Természetes élőhelyeik a szubtrópusi vagy trópusi erdők, esőerdők és szavannák. Állandó, nem vonuló fajok.

## Megjelenésük
Testhosszuk 14-16 centiméter körüli.